# Burlage (Rhauderfehn)
Burlage (Ostfriesisches Platt Burlóóeğ) ist ein Ortsteil der Gemeinde Rhauderfehn im Landkreis Leer in Niedersachsen. Er liegt etwa siebzehn Kilometer südsüdöstlich von Leer und gut elf Kilometer östlich von Papenburg auf einer Höhe von etwa zwei Meter über NHN. Der Ortsteil besteht aus den Reihensiedlungen Alt- und Neuburlage. Burlage grenzt im Westen an Klostermoor, welches die südlichste Ortschaft der Gemeinde Rhauderfehn, des Landkreises Leer und damit auch Ostfrieslands ist.

## Bodenkunde
Beide Ortsteile wurden auf Erd-Hochmoor-Grund errichtet. Im Zentrum durchzieht ein schmaler Streifen mit Gley-Boden, den Ort von Nord nach Süd. Westlich davon schließt ein kleiner Bereich mit Podsol an.

## Geschichte
Erstmals wird der Ort 1319 als selbstständige Kommende des Johanniterordens mit dem Namen Buyrle erwähnt. Es soll sich bei Burlage und Langholt um Gründungen des Templerordens gehandelt haben. Fromme Friesen, die sich auch an den Kreuzzügen beteiligten, stifteten dem Orden ihr Land, das später vom Johanniterorden übernommen wurde. 1645 taucht die Bezeichnung Buhrlage auf, seit 1719 ist die heutige Schreibweise geläufig. Der Name wird von dem Wort „*būr-lâ“ abgeleitet, das Bauernwald bedeutet. Nach der Beseitigung wurde dem noch ein -Lage angefügt, das auf eine freie Fläche hinweist. Nach der Reformation vergaben die Johanniter ihren Besitz in Burlage in Erbpacht. In der ersten Hälfte des 17. Jahrhunderts wird Renneke/Reinecke von Trier als Pächter genannt. Dieser, der auch als Pächter der Johanniterkommende Hasselt genannt wird, gerät später in Insolvenz und verließ Ostfriesland in Richtung Oldenburg.
Vor dem Dreißigjährigen Krieg pachtete dann der Emder Vierziger und Bürgermeister Hermannus Meyer das Gut. Er war ein Vertrauter und früherer Sekretär des Grafen Edzard II. (Ostfriesland) als Gegenspieler des Grafen Johann I. (Ostfriesland).
Nach dem Dreißigjährigen Krieg werden dessen Enkel und Urenkel Harm Reinders und sein Sohn Reinder Harms als Pächter erwähnt. Sechs Generationen lang bewirtschaftete die Familie das Gut, bis es zu Streitereien kam, weil der Orden katholische Siedler aus dem Hümmling in einem Heidegebiet, das heute Jammertal heißt, ansiedeln wollte. Da sich die Nachfahren des Harm Reinders als Erbpächter von ganz Burlage verstanden, waren sie mit diesem Vorgehen nicht einverstanden. Gerade der Haupthof mit seinem Steinhaus, Wiesen und Äckern bot der Familie ein einträgliches Einkommen. Die erfolgreiche Bewirtschaftung Burlages war jedoch von großen Schafherden abhängig, für die man die Ödländereien brauchte. Es kam zu Prozessen in mehreren Instanzen. Zwei Instanzen entschieden zugunsten der Familie Meyer. In der dritten Instanz vor dem „Obertribunal“ in Berlin wurde am 31. Oktober 1776 für den Johanniterorden entschieden. Familie Meyer – diesen Familiennamen hatte die Familie zwischenzeitlich wieder angenommen – musste Burlage verlassen, und es kam zur Neuversteigerung der Burlager Siedlerstellen, bei der Mitglieder der alten Pächterfamilie Reinders/Meyer nicht zugelassen waren.
1649 gab nur den alten Haupthof, das Vorwerk des Johanniterordens, mit seinem Steinhaus. Im Volksschatzungsregister von 1719 wurden vier Familien in Burlage genannt.
1776 war Burlage auf sieben Höfe angewachsen, die alle im Besitz der Nachkommen des Hermannus Meyer waren. Der Haupthof besaß genügend kultiviertes Land, hier konnten vier Pferde und 20 Stück Rindvieh gehalten werden. Die Neusiedlungen boten nur ein dürftiges Einkommen. Der Johanniterorden ließ die Burlager Pachtstellen neu versteigern, wobei die Pachthöfe verkleinert wurden, so dass die Kultivierung des Landes effektiver geschehen konnte. Dieses Vorgehen führte zu einer weiteren Parzellierung Burlages und der Ansiedlung katholischer Siedler aus dem Hümmling. Wenige Jahre später gab es bereits 29 Höfe/Siedlerstellen in Burlage.
Am 1. Januar 1973 wurde Burlage in die neue Gemeinde Rhauderfehn eingegliedert.

## Kultur und Sehenswürdigkeiten

### Bauwerke
Die Burlager Windmühle ist ein alter Wallholländer, der 1824 erbaut wurde. Die Mühle wurde bis in das Jahr 1978 betrieben. Die Flügel sind noch vorhanden, das Mahlwerk wurde aber demontiert. Die Anlage beherbergt heute ein Heimatkunde-Museum.

### Natur
In Burlage befindet sich der Befis NaturGarten. Der Lehr- und Schaugarten des NABU Emsland Nord e. V. ist nach dem Heimatdichter Bernhard Ficken aus Burlage benannt, auch bekannt als Befi. Im Vordergrund des Naturgartens steht der Schutz und die Förderung der Artenvielfalt. Kernprojekt des Gartens ist die auf 10.000 Quadratmetern angelegte Streuobstwiese mit alten hochstämmigen Obstbaumsorten.
Auf Gemeindegebiet befindet sich die Moorlandschaft Esterweger Dose.

## Moorleichen
- Am 27. Februar 1939 stieß der Torfarbeiter Heinrich Breer im Torfabbaugebiet des Moorgutes Sedelsberg bei Burlage auf die Knochen der Moorleiche des Kindes aus der Esterweger Dose, einem etwa 14-jährigen Jungen der zwischen 1046 und 1164 dort verstarb und der auch als Junge von Burlage bekannt ist.
- Der Torfhund von Burlage wurde im Mai 1953 von dem Torfstecher Hermann Albers im Schwarztorf etwa 60 bis 80 cm unter der Oberfläche ausgegraben.